# Држављанство Републике Српске
Држављанство Републике Српске је држављанство које се може добити у Републици Српској. Сви држављани Републике Српске су уједно и држављани Босне и Херцеговине.
Махом се базира се на принципу прекла (лат. ius sanguinis). Тачније држављанство може добити особа која имају једног родитеља или оба родитеља са држављанством Републике Српске, уз неколико изузетака, услед јединственог политичког уређења Босне и Херцеговине.

## Стицање држављанства Републике Српске и Босне и Херцеговине
Држављанство Босне и Херцеговине стиче се на један од следећих начина:
- Пореклом
- Рођењем на територији БиХ
- Усвајањем
- Путем натурализације
- Путем међународног уговора

Држављанство Републике Српске стиче се на један од следећих начина:
- Пореклом
- Рођењем на територији Републике Српске
- Усвајањем
- Путем натурализације
- Путем међународног уговора

## Стицање држављанства пореклом
Према одредбама Закона особа стиче држављанство Републике Српске пореклом:
- Чији су оба родитеља у тренутку рођења имали држављанство Републике Српске, без обзира на место рођења;
- Чији је један родитељ у тренутку рођења био држављананин Републике Српске и да је особа рођена на територији Републике Српске, и
- Чији је један родитељ у тренутку рођења био држављананин Републике Српске, а особа рођена у иностранству, ако би особа било без држављанства.

У случају да је особа рођена у иностранству, а од један од родитеља је држављанин Републике Српске, а други родитељ нема држављанство Босне и Херцеговине, може добити држављанство Републике Српске ако до навршене 23. године живота (особа ће бити третирана као држављанин од рођења):
- Буде пријављено ради уписа као држављанин Републике Српске надлежном органу Републике Српске, односно дипломатско-конзуларном представништву БиХ
- Ако се до наврђене 23 године живота настани на територији Републике Српске

Уколико особа чије једно од родитеља има држављанство Републике Српске, а друго Федерације БиХ, стиче држављанство уколико је:
- У случају да је рођено на територији Републике Српске, стиче држављанство Републике Српске
- У случају да је рођено у иностранству:
  - Стиче држављанство Републике Српске ако родитељи тако договоре
  - Стиче држављанство Републике Српске ако га пријавиљује за упис код дипломатско-конзуларном представништву БиХ родитељ који има држављанство Републике Српске (у случају да се не договоре)

## Стицање држављанства рођењем на територији Републике Српске
Дете рођено или нађено на територији Републике Српске, чији су родитељи без држављанства или непознати, као и особа без држављанства постаје држављанин Републике Српске. Уколико се до навршене 14 године живота докаже да је то дете држављанин ФБиХ или неке друге државе, губи држављанство РС.

## Стицање држављанства усвајањем
Усвојено малолетно дете постаће држављанин Републике Српске, имао страно држављанство или је без држављанство. Ако су усвојитељи различитог ентитетског држављанства, постаће држављанин Републике Српске, уколико се тако договоре, у супротном, дете ће постати држављанин Републике Српске, уколико захтев поднесе усвојитељ држављанин Републике Српске.

## Стицање држављанства прирођењем
Oсоба са страним држављанством може добити држављанство ако су успуњени услови:
- Има 18 година живота или 16 година ако је стекао пословну способност еманципацијом
- Да има пријављено стално место боравка и да стварно борави на територији Босне и Херцеговине најмање 8 година пре подношења захтева, од тога најмање 5 година на територији Републике Српске
- Да познаје службени језик Републике Српске
- Да му није изречена мера безбедности протеривања странца или заштитне мере удаљавања из земље од стране надлежног органа установљеног Уставом Босне и Херцеговине или Уставом Републике Српске
- Да није осуђиван у Републици Српској на издржавање казне за кривична дела са умишљајем на дуже од три године у периоду од 8 година пре подношења захтева
- Да му престане раније држављанство након стицања држављанства Републике Српске, осим ако се билатералним споразумом из члана 20. овог закона не предвиђа другачије (осим кад то није дозвољено) или то није разумно захтевати

## Стицање држављанства олакшаним прирођењем

### Брак
Особа која је у браку са држављанином Републике Српске може стећи држављанство ако:
- Да је брак трајао најмање пет година пре подношења захтева и да још увек траје у време подношења захтева
- Да му престане раније држављанство након стицања држављанства Републике Српске
- Да има стално место боравка најмање последње три године на територији Босне и Херцеговине, укључујући последњу годину дана на територији Републике Српске

### Исељеници
Исељеници и њихова прва и друга генерација потомака могу стећи држављанство Републике Српске ако:
- Има 18 година живота или 16 година ако је стекао пословну способност еманципацијом
- Да познаје службени језик Републике Српске
- Да му није изречена мера безбедности протеривања странца или заштитне мере удаљавања из земље од стране надлежног органа установљеног Уставом Босне и Херцеговине или Уставом Републике Српске
- Да није осуђиван у Републици Српској на издржавање казне за кривична дела са умишљајем на дуже од три године у периоду од 8 година пре подношења захтева

Брачни друг може такође стећи држављанство РС. Брачни друг не мора имати пријављено стално место боравка и да стварно борави на територији Босне и Херцеговине најмање 8 година пре подношења захтева, од тога најмање 5 година на територији Републике Српске, под условом да испуњава следеће одредбе:
- Да је брак трајао најмање пет година пре подношења захтева и да још увек траје у време подношења захтева
- Да му престане раније држављанство након стицања држављанства Републике Српске

### Малолетна особа
Малолетна особа може добити држављанство Републике Српске испуњава следеће услове:
- Ако су оба родитеља стекла држављанство прирођењем
- Ако дете има стално пребивалиште на територији Републике Српске, а један је родитељ стекао држављанство прирођењем
- Ако је само један родитељ стекао држављанство прирођењем, док је друти без држављанства или непознатог држављанства, а дете је стално настањено у иностранству

### Избеглице и особе без држављанства
Избеглице и особе без држављанства имају право на стицање држављанство са олакшаним прирођењем, ако имају непрекидан боравак у Републици Српској најмање 5 година пре подножшења захтева. Деца избеглица и особа без држављанства имају право на стицање држављанства под истим условима, без обзира на дужину њиховог боравка у Републици Српској.

### Привелеговано прирођење
Особа за чије се прирођење може сматрати да је од изразитог значаја, може стећи држављанство Републике Српске.

## Промена ентитетског држављанства
Особа која има држављанство Федерације Босне и Херцеговине и пребивалиште у Републике Српске може стећи држављанство Републике Српске, при чему губи држављанство ФБиХ (надлежни орган у Републике Српске обавештава надлежни орган у ФБиХ о промени).
Исто тако, држављанин Републике Српске са пребивалиштем у ФБиХ, може стећи држављанство ФБиХ и притоме изгубити држављанство Републике Српске.

## Престанак држављанства Републике Српске
Држављанство Републике Српске може престати на један следећих начина:
- Одрицањем
- Отпустом
- Одузимањем
- Међународним споразумом

Држављанство Републике Србије не може престати ако би лице које је у питању тиме остало без држављанства, осим у случају када је држављанство стечено помоћу преваре, лажних информација или скривањем било које релевантне чињенице која се може односити на подносиоца захтева.

### Одрицањем
Држављанин Републике Српске који је напунио 18 година живота, има пребивалиште у иностранству и стекао је или му је гарантовано држављанство друге државе, има право да се одрекне држављанства Републике Српске. Лицу престаје држављанство Републике Српске на основу одрицања након што надлежни орган утврди да су испуњени прописани услови и достави му решење о томе.

### Отпуст
Држљављанину Републике Српске се може одобрити отпуст из држављанства иако живи на територији Републике Српске:
- Да је напунио 18 година живота или да је навршењем 16 година живота стекао пословну способност еманципацијом
- Да је испунио војну обавезу
- Да је измирио све доприносе, порезе и друге законске обавезе према физичким и правним лицима за које постоји извршна исправа
- Да је измирио обавезе из социјалног осигурања и радног односа
- Да је измирио имовинско-правне обавезе из брачних и родитељских односа према лицима која имају пребивалиште на територији Републике Српске
- Да се против њега у Републици Српској не води кривични поступак за кривична дела која се гоне по службеној дужности, или, ако је осуђен на казну затвора у Републици Српској, да је ту казну издржао
- Да је стекао држављанство неке друге државе или му је гарантовано држављанство неке друге државе

Решење о отпусту може се поништити на захтјев лица које није стекло држављанство државе која му је издала гаранцију за стицање држављанства.
Д‌етету млађем од 18 година које је стекло или којем је загарантовано држављанство друге државе и које још увијек живи на територији Републике Српске престаје држављанство Републике Српске отпустом на захтев:
- Оба родитеља чије је држављанство Републике Српске престало отпустом
- Једног родитеља чије је држављанство Републике Српске престало отпустом ако други родитељ није жив или су му одузета родитељска права или је страни држављанин или лице без држављанства
- Једног родитеља, који извршава родитељске дужности и чије је држављанство Републике Српске престало отпустом, а други родитељ, који је држављанин Републике Српске, сагласан је са тим
- Усвојиоца, ако му је држављанство Републике Српске престало отпустом, а у питању је потпуно усвојење између усвојиоца и усвојеног д‌етета

### Одузимање
Држављанство Републике Српске се може одузети:
- Кад је држављанство стечено помоћу преваре, лажних информација или скривањем било које релевантне чињенице која се може односити на подносиоца захтева
- Кад држављанин Републике Српске врши добровољно службу у страним војним снагама упркос правној забрани такве службе
- Кад је држављанство Републике Српске стечено након ступања на снагу закона о држљављнству, а нису испуњени услови из чланова 11, 12. и 13 Закона о држављансту Републике Српске

## Двојно држављанство
Држављанин Републике Српске може имати држављанство неке друге државе уколико је потписан и одобрен у парламетарној скупштини споразум између Босне и Херцеговине и те државе.